# دونالد بيتري (ممثل)
دونالد بيتري (بالإنجليزية: Donald Petrie)‏ هو مخرج وممثل أمريكي، ولد في 2 أبريل 1954 بمانهاتن في الولايات المتحدة.

## أعمال

### أفلام
- (1977) نقطة التحول
- (1994) ولد ريتش[5][6][7]
- (2000) ملكة الدماثة[8]
- (2003) كيف تخسرين رجلا في 10 أيام[9]
- (2006) مجرد حظي[10]
- (2009) ماي لايف إن روينز[11][12]

## وصلات خارجية
- دونالد بيتري على موقع IMDb (الإنجليزية)
- دونالد بيتري على موقع ألو سيني (الفرنسية)
- دونالد بيتري على موقع ميوزك برينز (الإنجليزية)
- دونالد بيتري على موقع أول موفي (الإنجليزية)
- دونالد بيتري على موقع قاعدة بيانات الأفلام السويدية (السويدية)
- دونالد بيتري على موقع إن إن دي بي (الإنجليزية)
- دونالد بيتري على موقع قاعدة بيانات الفيلم (الإنجليزية)
- دونالد بيتري على موقع كينوبويسك (الروسية)